# Polycoccum
Polycoccum is een geslacht van schimmels uit de familie Polycoccaceae. Het bevat alleen Polycoccum sauteri.

## Soorten
Volgens Index Fungorum telt het geslacht 44 soorten (peildatum februari 2023):
| Soortnaam                  | Auteur(s)                | Publicatiejaar |
| -------------------------- | ------------------------ | -------------- |
| Polycoccum acarosporicola  | Halıcı & D. Hawksw.      | 2007           |
| Polycoccum aksoyi          | Halıcı & V. Atienza      | 2007           |
| Polycoccum alboatrum       | (Vouaux) Etayo           | 2010           |
| Polycoccum alpinum         | E. Zimm. & F. Berger     | 2021           |
| Polycoccum amygdalariae    | F. Berger & Triebel      | 2000           |
| Polycoccum anatolicum      | Halıcı & Akgül           | 2013           |
| Polycoccum atrostriatae    | van den Boom             | 2012           |
| Polycoccum clauderouxii    | S.Y. Kondr., Lőkös & Hur | 2016           |
| Polycoccum crassum         | Vězda                    | 1970           |
| Polycoccum crespoae        | Váczi & D. Hawksw.       | 2001           |
| Polycoccum deformans       | R. Sant. & Brackel       | 2010           |
| Polycoccum dictyonematis   | Etayo                    | 2010           |
| Polycoccum dzieduszyckii   | (Boberski) D. Hawksw.    | 1980           |
| Polycoccum epizoharyi      | Calat. & V. Atienza      | 2000           |
| Polycoccum follmannii      | (C.W. Dodge) Alstrup     | 2003           |
| Polycoccum hawksworthianum | Y. Joshi                 | 2020           |
| Polycoccum heterodermiae   | Calat.                   | 2004           |
| Polycoccum ibericum        | Etayo & van den Boom     | 2014           |
| Polycoccum islandicum      | Brackel & F. Berger      | 2010           |
| Polycoccum kerneri         | J. Steiner               | 1893           |
| Polycoccum laursenii       | Zhurb.                   | 2004           |
| Polycoccum longisporum     | Etayo                    | 2008           |
| Polycoccum marmoratum      | (Kremp.) D. Hawksw.      | 1980           |
| Polycoccum microcarpum     | Diederich & Etayo        | 1998           |
| Polycoccum microsticticum  | (Leight.) Arnold         | 1891           |
| Polycoccum minus           | (Kernst.) Brackel        | 2019           |
| Polycoccum nigrosporum     | Etayo                    | 2010           |
| Polycoccum ochvarianum     | Y. Joshi                 | 2017           |
| Polycoccum opulentum       | (Th. Fr. & Almq.) Arnold | 1891           |
| Polycoccum parmotrematis   | Van den Boom             | 2020           |
| Polycoccum perrugosae      | Brackel                  | 2010           |
| Polycoccum psorae          | Zhurb. & Triebel         | 2010           |
| Polycoccum psoromatis      | (A. Massal.) Hafellner   | 2018           |
| Polycoccum pulvinatum      | (Eitner) R. Sant.        | 1993           |
| Polycoccum rinodinae       | van den Boom             | 2010           |
| Polycoccum rubellianae     | Calat. & V. Atienza      | 2003           |
| Polycoccum sauteri         | Körb.                    | 1865           |
| Polycoccum squamarioides   | Mudd ex Arnold           | 1874           |
| Polycoccum stellulatae     | (Vouaux) Hafellner       | 2015           |
| Polycoccum stictaria       | (Linds.) D.J. Galloway   | 2004           |
| Polycoccum teresum         | Halıcı & K. Knudsen      | 2009           |
| Polycoccum trypethelioides | (Th. Fr.) R. Sant.       | 1960           |
| Polycoccum ventosicola     | Zhurb.                   | 2007           |
| Polycoccum vermicularium   | (Linds.) D. Hawksw.      | 1985           |